# Platform Politiek Actieve Vrouwen
De stichting Platform Politiek Actieve Vrouwen is een Surinaamse organisatie die zich richt op vrouwen die zich bezighouden met politiek in het algemeen.

## Achtergrond
Het platform richt zich op de stimulering van vrouwen om zich met politiek bezig te houden en wil daarmee ontwikkeling van Suriname in het algemeen bereiken. Het oefent deze rol uit door vrouwen op een platform te zetten die leiderschap hebben getoond op politiek of sociaal-maatschappelijk gebied, terwijl ze daarin een rol hebben gespeeld die van belang is voor de politieke ontwikkeling van andere vrouwen in Suriname.
De voorzitter van de organisatie is Angelic del Castilho (stand 2020), oud ambassadeur in Indonesië en sinds 2015 voorzitter van de politieke partij Democratisch Alternatief '91.

## Golden Gavel Award
Een van de middelen om vrouwen te inspireren is door de tweejaarlijkse uitreiking van de Golden Gavel Award. Om in aanmerking te komen voor de prijs, moet een kandidate op een inspirerende, baanbrekende en vooruitziende manier inhoud hebben gegeven aan haar activiteiten. Deze prijs werd in 2016 voor het eerst uitgereikt.
De Golden Gavel Award werd toegekend aan de volgende vrouwen:
- 2016: Marijke Djwalapersad en Ruth Wijdenbosch[5]
- 2018: Asha Mungra en Carla Bakboord[1]
- 2020: Loes Trustfull en Jupta Itoewaki [2]